# 1910 en rugby à XV
Cette page présente les faits marquants de l'année 1910 en rugby à XV : les principales compétitions et évènements liés au rugby à XV et rugby à sept ainsi que les naissances et décès de grandes personnalités de ce sport.

## Principales compétitions
- Championnat de France (du ? 1909 au 17 avril 1910)
- Tournoi des Cinq Nations (du 1er janvier au 18 mars 1910)

## Événements

### Janvier
- 1er janvier : l'équipe de France est admise pour la première fois à disputer le Tournoi des Cinq Nations en 1910. La veille de leur premier match contre l'équipe du pays de Galles, les Français ne sont que quatorze lors du rassemblement des joueurs à la gare Saint-Lazare. Le dirigeant Charles Brennus a alors l'idée de récupérer d'urgence un joueur parisien, Joe Anduran, pour compléter l'équipe et permettre ainsi à l'équipe de France de jouer son premier match du Tournoi au complet[1]. Les Français sont battus largement par les Gallois sur le score de 49 à 14[2].
- 15 janvier : pour le premier match de l'équipe d'Angleterre disputé au Stade de Twickenham, les Anglais l'emportent contre le pays de Galles sur le score de 11 à 6[3].

### Mars
- 19 mars : l'Angleterre gagne le Tournoi avec un bilan de trois victoires et un match nul, une première depuis 1895, après sa victoire à l'extérieur contre les Écossais sur le score de 14 à 5[4]. Leur titre coïncide avec la splendeur des Harlequins, dont l'art de l'attaque permet au XV de la Rose de dominer le Tournoi jusqu'à la Grande Guerre.

### Avril
- 17 avril : le FC Lyon devient champion de France après avoir battu le Stade bordelais en finale sur le score de 13 à 8[5].

### Juin
- Date inconnue : le Gloucestershire est champion d’Angleterre des comtés.

### Octobre
- 16 octobre 1910:  Inauguration du Stade de la Croix du Prince, stade de la Section Paloise.